# Aptychopsis subpungifolia
Aptychopsis subpungifolia är en bladmossart som beskrevs av Brotherus 1925. Aptychopsis subpungifolia ingår i släktet Aptychopsis och familjen Sematophyllaceae. Inga underarter finns listade i Catalogue of Life.